# 莫维尔 (孚日省)
莫维尔（法語：Morville，法語發音：[mɔʁvil] ⓘ）是法国大東部大區孚日省的一个市镇，属于讷沙托区。

## 地理
莫维尔（48°14'10"N, 5°48'0"E）面积3.41 平方千米，位于法国大東部大區孚日省，该省份为法国东北部内陆省份，北起默兹省和默尔特-摩泽尔省，西接上马恩省，南至上索恩省和贝尔福地区省，东临上莱茵省和下莱茵省。
与莫维尔接壤的市镇（或旧市镇、城区）包括：比尔涅维尔、阿涅维尔和龙库尔、马兰库尔、沃东库尔。

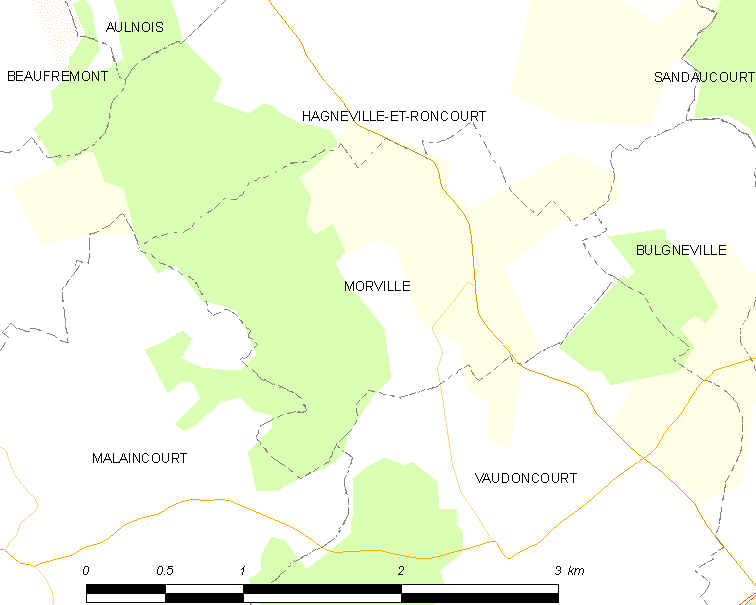
的OSM定位图

莫维尔的时区为UTC+01:00、UTC+02:00（夏令时）。

## 行政
莫维尔的邮政编码为88140，INSEE市镇编码为88316。

## 政治
莫维尔所属的省级选区为维泰勒县。

## 人口

1962-2008年间人口变化图示

莫维尔于2022年1月1日时的人口数量为42人。